# Institut Confucius
Les instituts Confucius (en chinois simplifié : 孔子学院 ; chinois traditionnel : 孔子學院 ; pinyin : Kǒngzǐ xuéyuàn) sont des établissements culturels publics à but non lucratif, implantés depuis 2004 par la République populaire de Chine dans plusieurs villes du monde.
Les buts principaux des succursales sont de dispenser des cours de chinois, de soutenir les activités d'enseignement locales, de délivrer les diplômes de langue HSK (en chinois simplifié : 汉语水平考试 ; pinyin : Hànyǔ shuǐpíng kǎoshì) et de participer à la diffusion de la culture chinoise. 
Le rôle des instituts Confucius en tant qu'éléments de l'appareil de propagande chinois fait l'objet de controverses. Les États-Unis, le Royaume-Uni et la Belgique ont fermé leurs instituts Confucius, critiquant « la propagande, l'espionnage et une surveillance des opposants au régime chinois ». 

## Histoire
Les instituts Confucius sont créés en 2004 par le Parti communiste chinois (PCC), ils sont rattachés à des universités, avec une mission de « soft power » dans le monde, selon leur promoteur. Placés sous la responsabilité du Hanban (le Bureau de la Commission pour la diffusion internationale du chinois), celui-ci en précise l'ambition idéologique : « étendre l’influence du parti » et le « pouvoir adouci de la Chine »,.
Le siège de l'Institut Confucius est à Pékin. Après l'établissement d'un institut pilote à Tachkent, en Ouzbékistan, en juin 2004, le premier institut Confucius ouvre ses portes le 21 novembre 2004 à Séoul, en Corée du Sud. En Europe, le premier institut à voir le jour est celui de Stockholm, en Suède, en 2005 (depuis fermé, en 2015). Depuis, de nombreux autres instituts ont ouvert dans d'autres pays comme aux États-Unis, en Allemagne. En Europe centrale et orientale, le premier institut Confucius a ouvert ses portes en août 2006 à Belgrade, en Serbie. Les États-Unis, le Royaume-Uni et la Belgique ont fermé les instituts Confucius, critiquant « la propagande, l'espionnage et une surveillance des opposants au régime chinois ». 
En 2006, le ministère de l'Éducation de la République populaire de Chine estimait que 40 millions de gens de par le monde apprenaient le chinois en tant que seconde langue et que le chiffre serait porté en 2010 à 100 millions de personnes, ajoutant que son pays projetait d'ouvrir cent instituts Confucius pour aider les étrangers à apprendre le chinois.
Fin 2019, il y avait 548 instituts dans 140 pays. Ces instituts sont des partenariats à but non lucratif entre des universités ou autres institutions et Hanban, l'agence chinoise chargée de superviser les instituts. Hanban finance l'institut lors de la création (en général de 150 000 à 250 000 dollars). En un peu plus d'une décennie, le réseau Confucius a dépassé, en nombre d'instituts et en nombre de classes, des institutions aussi anciennes que l'Alliance française (fondée en 1883), ou le British Council (fondé en 1934), ce dernier surpassant toutefois de très loin l'institution chinoise en nombre d'inscrits.

## Controverses
Selon l'hebdomadaire britannique The Economist, cité par le journaliste canadien Yves Schaëffner, Li Changchun, secrétaire du département de l'information du Comité central du Parti communiste chinois, considère que les instituts Confucius doivent assurer « une part importante du dispositif de propagande de la Chine à l'étranger ». De son côté, Meng Rong, directrice de l'institut Confucius de Montréal, déclare que « les instituts, qui misent sur la langue et la culture, sont [...] une manière pour la Chine d'exercer un « pouvoir doux » (soft power), une sorte de « diplomatie du sourire », pour faire valoir sa place sur la scène internationale ». La sinologue Anne Cheng considère que le Hanban, qui coordonne notamment l'activité des instituts Confucius, constitue un des éléments de la « propagande chinoise » à l'étranger. La politologue Valérie Niquet écrit que les Instituts Confucius contribuent à moderniser l'appareil de propagande chinois. La géographe Nashidil Rouiaï estime, quant à elle, que les soupçons de propagande pesant sur ce type d'initiatives lorsqu'elles émanent de la Chine seraient contre-productives, dans la mesure où pour être efficace, le soft power doit faire accepter une culture et non l'imposer. 
Toujours selon Yves Schaëffner, les partenariats entre les universités et les instituts Confucius ont semé la controverse. En effet plusieurs universités ont refusé de « s'associer à un organisme pensé et financé par le parti communiste chinois ». Ainsi, l'université Harvard aux États-Unis n'a pas accepté les financements chinois, pour ne pas perdre une partie de son indépendance.
En mars 2012, dans un article du New York Times, June Teufel Dreyer, professeur à l'université de Miami (où il n'y a pas d'institut Confucius), affirme que la présence d'un institut interdit d'évoquer le dalaï-lama ou de l'inviter au campus. De même, le Tibet, Taïwan, le renforcement de l'armée chinoise, les jeux de pouvoir à l'intérieur de la direction chinoise, sont des sujets tabous. Pour Arthur Waldron (en), professeur de relations internationales à l'université de Pennsylvanie, la question principale est le maintien de l'indépendance de l'université, car la présence d'un institut Confucius implique des opinions et une autorité relevant en dernier lieu du parti communiste chinois et échappant à l'examen des universitaires. Nyck Byrne, directeur de l'institut Confucius à la London School of Economics, dément, pour sa part, qu'il y ait jamais eu des pressions exercées par ses partenaires chinois pour qu'il évite certains sujets.
Le journaliste d'investigation franco-québécois Fabrice de Pierrebourg indique que les partenariats signés entre les instituts Confucius avec une université chinoise et locale et avec des entreprises de haute technologie chinoises pourraient avoir pour objectif une opération d'espionnage scientifique et technologique. Cette accusation est reprise par Michel Juneau-Katsuya (en), ancien agent du Service canadien du renseignement de sécurité.
En septembre 2013, la liquidation judiciaire de l'institut Confucius de Lyon est prononcée à la suite d'un différend entre le Hanban et la partie française sur la question de l'indépendance institutionnelle et éditoriale de l'institut. 
En octobre 2013, Marshall Sahlins, professeur d’anthropologie sociale à l'université de Chicago, publie une critique des instituts Confucius aux États-Unis, accusant ceux-ci de censurer les discussions politiques et de restreindre le libre échange des idées.
En décembre 2013, l’Association canadienne des professeures et professeurs d’université (ACPPU) invite les universités et les facultés canadiennes à rompre leurs liens avec les instituts Confucius. En juin 2014, l'American Association of University Professors, aussi, demande aux universités américaines de rompre leurs liens avec les instituts Confucius ou de reconsidérer les protections de l'indépendance de ces universités,,.
En juillet 2014, Ms Xu Lin, directrice exécutive du Hanban, provoque un scandale lors du congrès annuel de l'Association européenne des études chinoises (EACS) qui se tient au Portugal. Elle exige de l'institut Confucius de Minho qu'il supprime plusieurs pages du programme du congrès, celles qui font la promotion de la Fondation taïwanaise Chiang Ching-Kuo (co-sponsor du congrès). Cet acte de censure provoque la colère de la direction de l'EACS et reçoit un très fort écho dans les médias taïwanais. En octobre 2014, la commission scolaire publique de Toronto suspend son partenariat avec cet institut. Les universités McMaster, Penn State, et de Chicago décidèrent de fermer leurs instituts Confucius.
Pour Pierre Bonnard (pseudonyme d'un rédacteur anonyme), il est absurde de vouloir bannir les instituts Confucius des campus car c'est la Chine qui prend l’essentiel des risques dans ce projet. En mettant un pied dans un environnement étranger, en y envoyant des professeurs volontaires, en affirmant son action sur la scène universitaire et culturelle d’un autre pays, elle s’expose à une ouverture nouvelle au monde. Dans un droit de réponse, Florent Villard, maître de conférences à l'université Lyon-III, souligne que certains des éléments avancés par Pierre Bonnard sont erronés – ce dernier attribuant notamment le différend concernant l'institut Confucius à la relation entre l'université Lyon-III et l'université Sun Yat-Sen.
Dans une interview accordée à la BBC en décembre 2014, Xu Lin, directrice du Hanban, répond aux questions concernant les problèmes entourant les instituts Confucius en soulignant que les citoyens chinois résidant à l'étranger doivent respecter la loi chinoise et ne peuvent participer à des associations à caractère religieux interdites par le gouvernement. Xu Lin considère également que les critiques des American Association of University Professors - représentant 47 000 professeurs - et l’Association canadienne des professeures et professeurs d’université - représentant 68 000 professeurs, chercheurs et bibliothécaires - émanent de minorités. Concernant le Congrès de l'EACS, Xu Lin confirme l'interférence du Hanban - tout en la minimisant - et estime que « [le journaliste] ne devrait pas poser cette question car Taïwan est notre problème », se plaignant ensuite que les questions qui lui sont posées ne lui ont pas été adressées préalablement. Xu Lin conclut que son souci est la préservation des instituts et qu'elle « craint tous les médias ». Le professeur Rawnsley, Aberystwyth University, a par la suite commenté cette interview en soulignant que Xu Lin avait ensuite demandé que la BBC coupe tous les passages de l'interview se référant au comportement du Hanban lors du congrès de l'EACS.
En 2021, deux rapports français, l'un du Sénat et l'autre de l'IRSEM (Institut de Recherche Stratégique de l'École Militaire), affirment que les instituts Confucius font partie intégrante de la stratégie de Front Uni du Parti communiste chinois visant à influencer ou contrôler des groupes et individus afin de faire avancer ses intérêts,.
En octobre 2022, alors que le congrès du Parti communiste chinois vient de se terminer, des associations, soutenues par des élus, manifestent pour demander la fermeture des instituts Confucius en France.

## Instituts dans le monde
L'institut est initialement implanté dans de nombreux pays dont les États-Unis, l'Australie, la Corée du Sud et la France. En 2015, une campagne pour la fermeture de ces instituts. L'Australie abandonne le programme Confucius après analyse en 2019. L'implantation est très mouvante, avec un fort déploiement mondial accompagné de fermetures dans certains pays. En juin 2023, le site chinois de l'Institut affiche une présence dans 101 pays, avec une absence aux États-Unis, tandis que des pages de présentation locales font état de chiffres différents (134 pays sur le site de l'Institut de Montpellier). Le nombres d'institut Confucius sont aussi, en progression en Afrique.

### France

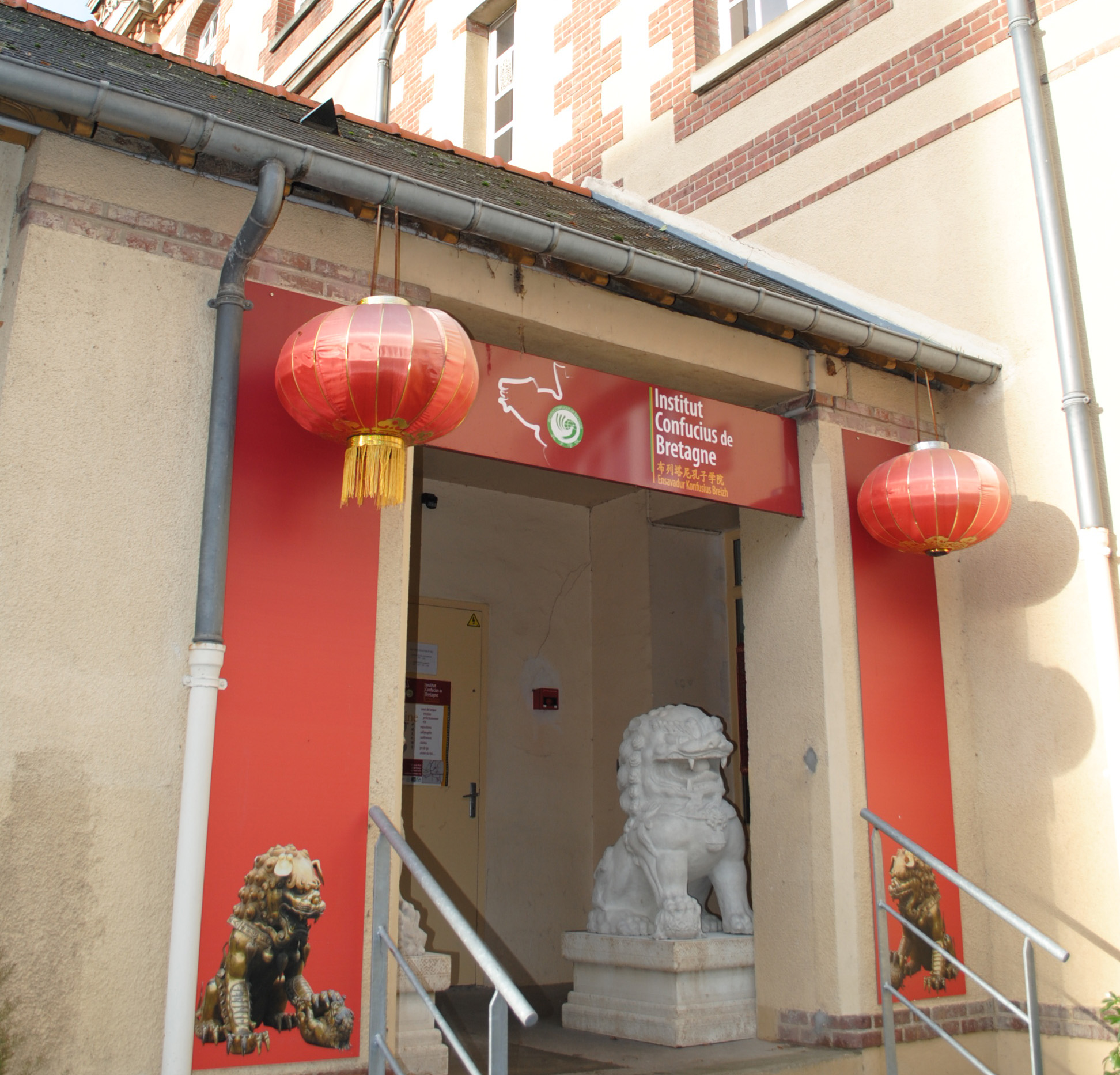
Entrée de l'institut Confucius de Bretagne (ICB), à Rennes.

Le premier institut Confucius a été inauguré en octobre 2005 à l'université de Poitiers, sur le domaine universitaire de Poitiers. Il est issu du partenariat avec l'université de Nanchang, à laquelle s'ajoutent comme membre l'entreprise ZTE et comme partenaire l'université de Jiujiang. Depuis, l'institut s'est transporté à côté de la Maison des Langues le 27 septembre 2010.
Depuis, trois centres ont ouvert à Paris : à l'université Paris 7 Denis-Diderot, à l'université Paris-Nanterre et au Centre culturel de Chine. On peut citer ceux d'Angers, de La Rochelle et de Bretagne. Ce dernier, basé à Rennes, dispose également depuis septembre 2010 d'une antenne dans le Finistère, à Brest.
À Arras, l’institut Confucius de l’Artois a été créé le 23 octobre 2008, il est le fruit du partenariat établi de longue date entre l’université d’Artois et l’université de Nankin.
Il existe aussi un institut à Strasbourg, l'institut Confucius d'Alsace, créé en février 2008, et un autre à Clermont-Ferrand, créé en juillet 2010. L'institut Confucius de Toulouse a ouvert en décembre 2009 en partenariat avec l'université Toulouse 1 Capitole. Un institut existe à l'université d'Aix-Marseille depuis 2009. Un 14e institut Confucius a été inauguré à Saint-Denis de La Réunion le 7 février 2010. L'université de Lorraine a accueilli, en 2011, le quinzième institut Confucius.
Fruit d'une convention signée entre l'université des sciences et techniques de Chine (en) (UESTC), implantée à Chengdu, et l'université Montpellier-II, l'Institut Confucius de Montpellier ouvre ses portes le 19 septembre 2013, jour de la fête des lanternes.
Le 18e Institut Confucius en France a été inauguré le 28 octobre 2019 en présence du maire de Pau François Bayrou et de l'ambassadeur chinois en France Lu Shaye. L'Institut Confucius de Pau Pyrénées a comme membres fondateurs la Communauté d'Agglomération de Pau Béarn Pyrénées et de l'université d'études internationales de Xi'an.